# Andreas Svensson
Andreas Svensson, född 4 maj 1816 i Järns församling, Älvsborgs län, död där 4 mars 1885, var en svensk lantbrukare och riksdagsman.
Svensson valdes in till Sveriges riksdags andra kammare 1871 av Valbo och Nordals häraders valkrets, men valet upphävdes 1 mars samma år.